# New-York-City-Marathon 2002
Der New-York-City-Marathon 2002 war die 33. Ausgabe der jährlich stattfindenden Laufveranstaltung in New York City, Vereinigte Staaten. Der Marathon fand am 3. November 2002 statt.
Bei den Männern gewann Rodgers Rop in 2:08:07 h und bei den Frauen Joyce Chepchumba in 2:25:56 h.

## Ergebnisse

### Männer
| Platz | Athlet                 | Land                   | Zeit (h) |
| ----- | ---------------------- | ---------------------- | -------- |
| 01    | Rodgers Rop            | Kenia                  | 2:08:07  |
| 02    | Christopher Cheboiboch | Kenia                  | 2:08:17  |
| 03    | Laban Kipkemboi        | Kenia                  | 2:08:39  |
| 04    | Mohamed Ouaadi         | Frankreich             | 2:08:53  |
| 05    | Stefano Baldini        | Italien                | 2:09:12  |
| 06    | Mark Carroll           | Irland                 | 2:10:54  |
| 07    | Gert Thys              | Südafrika              | 2:11:48  |
| 08    | Matt O’Dowd            | Vereinigtes Königreich | 2:12:20  |
| 09    | Meb Keflezighi         | Vereinigte Staaten     | 2:12:35  |
| 10    | Stephen Ndungu         | Kenia                  | 2:13:28  |

### Frauen
| Platz | Athletin          | Land               | Zeit (h)    |
| ----- | ----------------- | ------------------ | ----------- |
| 01    | Joyce Chepchumba  | Kenia              | 2:25:56     |
| 02    | Ljubow Denissowa  | Russland           | 2:26:17     |
| 03    | Esther Kiplagat   | Kenia              | 2:27:00     |
| 04    | Marla Runyan      | Vereinigte Staaten | 2:27:10     |
| 05    | Margaret Okayo    | Kenia              | 2:27:46     |
| 06    | Kerryn McCann     | Australien         | 2:27:51     |
| 07    | Lornah Kiplagat   | Vereinigte Staaten | 2:28:41     |
| 08    | Ljudmila Petrowa  | Russland           | 2:29:00     |
| 09    | Milena Glusac     | Vereinigte Staaten | 2:31:14     |
| 10    | Zinaida Semyonova | Russland           | 2:31:39     |
|       | Olivera Jevtić    | BR Jugoslawien     | 2:26:44 DSQ |